# Chazé-sur-Argos
Chazé-sur-Argos [ʃaze syʁ aʁɡos]  est une commune française située dans le département de Maine-et-Loire, en région Pays de la Loire.

## Géographie

### Localisation
Commune angevine du Segréen, Chazé-sur-Argos se situe au sud de Segré, sur les routes D 183, Segré - Le Louroux Béconnais, et D 73, Vern d'Anjou.

### Hydrographie
Son territoire est traversé par l'Argos, petite rivière qui baigne le bourg. Le sol est généralement assez plat, mais des collines séparent Chazé d'Angrie, à la limite sud.

### Climat
Pour des articles plus généraux, voir Climat des Pays de la Loire et Climat de Maine-et-Loire.
En 2010, le climat de la commune est de type climat océanique altéré, selon une étude du CNRS s'appuyant sur une série de données couvrant la période 1971-2000. En 2020, Météo-France publie une typologie des climats de la France métropolitaine dans laquelle la commune est exposée à un climat océanique et est dans la région climatique Bretagne orientale et méridionale, Pays nantais, Vendée, caractérisée par une faible pluviométrie en été et une bonne insolation.
Pour la période 1971-2000, la température annuelle moyenne est de 11,8 °C, avec une amplitude thermique annuelle de 14 °C. Le cumul annuel moyen de précipitations est de 680 mm, avec 11,6 jours de précipitations en janvier et 6 jours en juillet. Pour la période 1991-2020, la température moyenne annuelle observée sur la station météorologique de Météo-France la plus proche, dans la commune d'Angrie à 8 km à vol d'oiseau, est de 12,3 °C et le cumul annuel moyen de précipitations est de 710,5 mm,. Pour l'avenir, les paramètres climatiques de la commune estimés pour 2050 selon différents scénarios d'émission de gaz à effet de serre sont consultables sur un site dédié publié par Météo-France en novembre 2022.

## Urbanisme

### Typologie
Au 1er janvier 2024, Chazé-sur-Argos est catégorisée commune rurale à habitat dispersé, selon la nouvelle grille communale de densité à sept niveaux définie par l'Insee en 2022.
Elle est située hors unité urbaine. Par ailleurs la commune fait partie de l'aire d'attraction d'Angers, dont elle est une commune de la couronne,. Cette aire, qui regroupe 81 communes, est catégorisée dans les aires de 200 000 à moins de 700 000 habitants,.

### Occupation des sols
L'occupation des sols de la commune, telle qu'elle ressort de la base de données européenne d’occupation biophysique des sols Corine Land Cover (CLC), est marquée par l'importance des territoires agricoles (97,5 % en 2018), en diminution par rapport à 1990 (98,8 %). La répartition détaillée en 2018 est la suivante : 
terres arables (61,4 %), prairies (27,3 %), zones agricoles hétérogènes (8,8 %), zones urbanisées (1,5 %), mines, décharges et chantiers (1 %). L'évolution de l’occupation des sols de la commune et de ses infrastructures peut être observée sur les différentes représentations cartographiques du territoire : la carte de Cassini (XVIIIe siècle), la carte d'état-major (1820-1866) et les cartes ou photos aériennes de l'IGN pour la période actuelle (1950 à aujourd'hui).

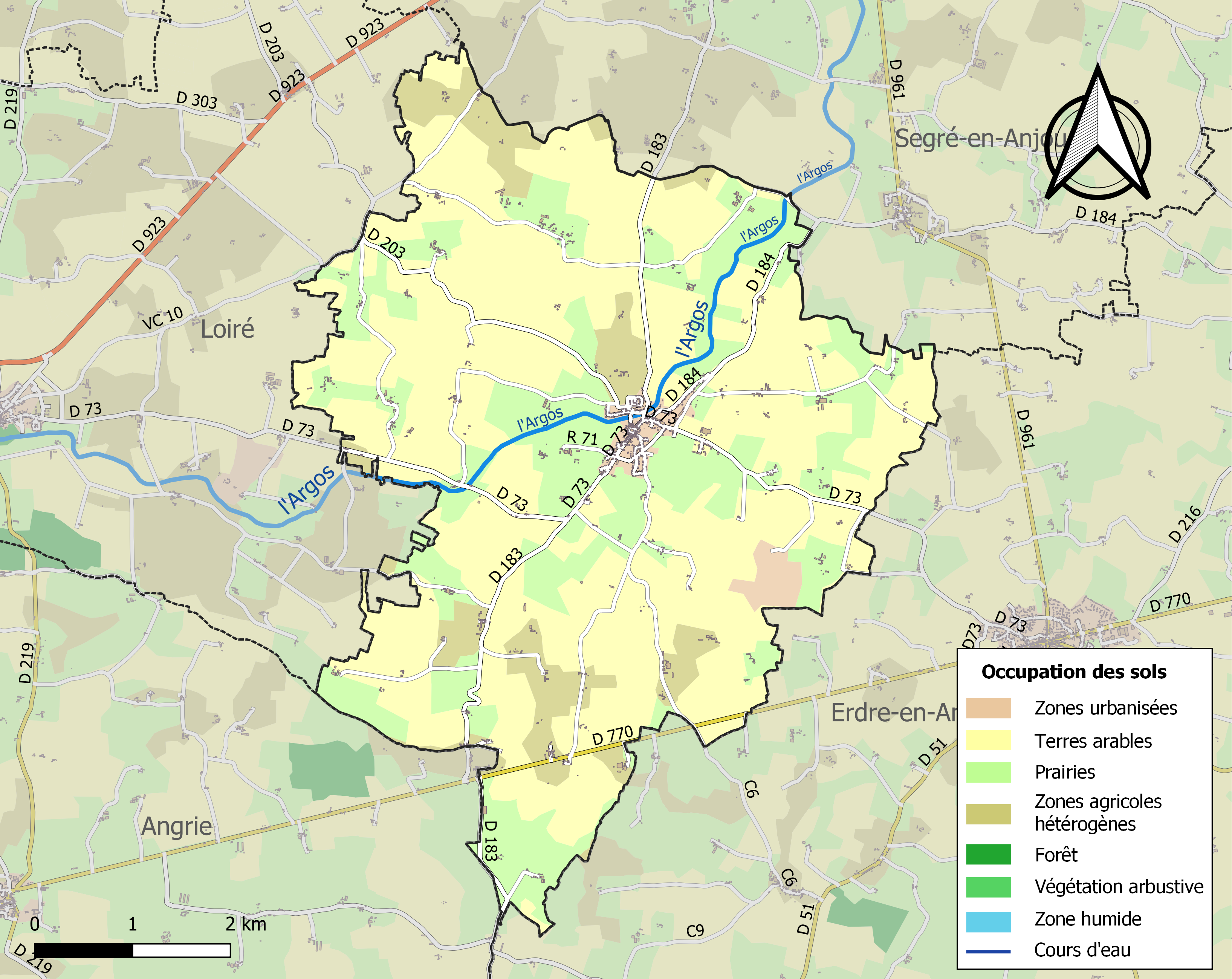
Carte des infrastructures et de l'occupation des sols de la commune en 2018 (CLC).

## Toponymie
Le nom de la localité est attesté sous les formes Cauracus en 797, Chaziacus desuper Argoa en 1072, Chazé sur Argots sur la carte de Cassini,.

## Histoire
Le village est probablement construit à la place de la villa de Catiacum mentionnée en 760 dans un diplôme de Charlemagne. Au Moyen Âge, une motte féodale est élevée à La Biscaye qui sera rasée en 1880. L'église paroissiale Saint-Julien est quant à elle construite au XIe siècle, comme le prieuré, fondé par l'abbaye Saint-Serge d'Angers en 1072. Les deux familles nobles présentes sur la paroisse, à Raguin et à Bellefontaine, se disputent la prééminence jusqu'à leur union au XVIIe siècle.
Pendant la Révolution, Chazé fait partie du district de Segré puis du canton de Candé. L'église paroissiale n'est pas démolie au XIXe siècle, contrairement à la majorité des sanctuaires de Maine-et-Loire. Elle est seulement remaniée de 1857 à 1859. À la même époque, Chazé bénéficie de la ligne de chemin de fer qui relie Nantes à Segré ; celle-ci est fermée à la fin du XXe siècle.
Pendant la Première Guerre mondiale, 40 habitants perdent la vie. Lors de la Seconde Guerre mondiale, aucun habitant n'est tué.

## Politique et administration

### Administration municipale
| Période                                  | Période                   | Identité                      | Étiquette | Qualité                      |
| ---------------------------------------- | ------------------------- | ----------------------------- | --------- | ---------------------------- |
| 1792                                     |                           | Élie Mesnier                  |           |                              |
| 1800                                     |                           | Legneu                        |           |                              |
| 1805                                     |                           | Guillaume Pierre Sigogne      |           |                              |
| 1808                                     |                           | Dorange                       |           |                              |
| 1810                                     |                           | Dominique Guillot             |           |                              |
| 1815                                     |                           | Sigogne                       |           |                              |
| 1818                                     |                           | Joseph Meslier                |           |                              |
| 1822                                     |                           | Mathurin Fournier             |           |                              |
| 1826                                     |                           | Flavigny de La Brosse         |           |                              |
| 1831                                     |                           | Dominique Guillot             |           |                              |
| 1836                                     |                           | Flavigny de La Brosse         |           |                              |
| 1848                                     |                           | Tugal Conrairie               |           |                              |
| 1855                                     |                           | Charles Flavigny de La Brosse |           |                              |
| 1870                                     |                           | Camille Parage                |           |                              |
| 1919                                     |                           | Armand de Jumilhac            |           |                              |
| 1945                                     |                           | Georges Thibault              |           |                              |
| juin 1995                                | 2014                      | Hubert Derouet                |           | Exploitant agricole retraité |
| mars 2014                                | mai 2020                  | Bertrand Saget                |           |                              |
| mai 2020                                 | En cours (au 28 mai 2020) | Françoise Coué                |           |                              |
| Les données manquantes sont à compléter. |                           |                               |           |                              |

### Intercommunalité
La commune est membre d'Anjou Bleu Communauté, après disparition de la communauté de communes du Canton de Candé, elle-même membre du syndicat mixte Pays de l'Anjou bleu, Pays segréen.

## Population et société

### Démographie

#### Évolution démographique
L'évolution du nombre d'habitants est connue à travers les recensements de la population effectués dans la commune depuis 1793. Pour les communes de moins de 10 000 habitants, une enquête de recensement portant sur toute la population est réalisée tous les cinq ans, les populations de référence des années intermédiaires étant quant à elles estimées par interpolation ou extrapolation. Pour la commune, le premier recensement exhaustif entrant dans le cadre du nouveau dispositif a été réalisé en 2008.

En 2022, la commune comptait 1 067 habitants, en évolution de +0,76 % par rapport à 2016 (Maine-et-Loire : +2,12 %, France hors Mayotte : +2,11 %).
| 1793  | 1800  | 1806  | 1821  | 1831  | 1836  | 1841  | 1846  | 1851  |
| ----- | ----- | ----- | ----- | ----- | ----- | ----- | ----- | ----- |
| 1 411 | 1 048 | 1 062 | 1 512 | 1 854 | 1 506 | 1 520 | 1 579 | 1 607 |

| 1856  | 1861  | 1866  | 1872  | 1876  | 1881  | 1886  | 1891  | 1896  |
| ----- | ----- | ----- | ----- | ----- | ----- | ----- | ----- | ----- |
| 1 621 | 1 529 | 1 669 | 1 613 | 1 605 | 1 546 | 1 547 | 1 485 | 1 379 |

| 1901  | 1906  | 1911  | 1921  | 1926  | 1931  | 1936  | 1946  | 1954  |
| ----- | ----- | ----- | ----- | ----- | ----- | ----- | ----- | ----- |
| 1 356 | 1 314 | 1 248 | 1 114 | 1 160 | 1 149 | 1 115 | 1 087 | 1 073 |

| 1962  | 1968 | 1975 | 1982 | 1990 | 1999 | 2006 | 2008 | 2013  |
| ----- | ---- | ---- | ---- | ---- | ---- | ---- | ---- | ----- |
| 1 065 | 967  | 988  | 905  | 854  | 841  | 959  | 992  | 1 053 |

| 2018  | 2022  | - | - | - | - | - | - | - |
| ----- | ----- | - | - | - | - | - | - | - |
| 1 052 | 1 067 | - | - | - | - | - | - | - |

#### Pyramide des âges
La population de la commune est relativement jeune.
En 2018, le taux de personnes d'un âge inférieur à 30 ans s'élève à 39,5 %, soit au-dessus de la moyenne départementale (37,2 %). À l'inverse, le taux de personnes d'âge supérieur à 60 ans est de 21,8 % la même année, alors qu'il est de 25,6 % au niveau départemental.
En 2018, la commune comptait 534 hommes pour 518 femmes, soit un taux de 50,76 % d'hommes, largement supérieur au taux départemental (48,63 %).
Les pyramides des âges de la commune et du département s'établissent comme suit.
| Hommes | Classe d’âge | Femmes |
| ------ | ------------ | ------ |
| 1,1    | 90 ou +      | 1,4    |
| 5,6    | 75-89 ans    | 7,7    |
| 13,7   | 60-74 ans    | 14,1   |
| 17,6   | 45-59 ans    | 14,5   |
| 21,3   | 30-44 ans    | 23,9   |
| 14,0   | 15-29 ans    | 11,8   |
| 26,6   | 0-14 ans     | 26,6   |

| Hommes | Classe d’âge | Femmes |
| ------ | ------------ | ------ |
| 0,9    | 90 ou +      | 2,1    |
| 7      | 75-89 ans    | 9,5    |
| 16,2   | 60-74 ans    | 16,9   |
| 19,4   | 45-59 ans    | 18,7   |
| 18,2   | 30-44 ans    | 17,5   |
| 18,8   | 15-29 ans    | 17,6   |
| 19,5   | 0-14 ans     | 17,6   |

## Économie
Sur 101 établissements présents sur le territoire de la commune à fin 2010, 43 % relèvent du secteur de l'agriculture (pour une moyenne de 17 % dans le département), 4 % du secteur de l'industrie, 15 % du secteur de la construction, 32 % de celui du commerce et des services et 7 % du secteur de l'administration et de la santé. Cinq ans plus tard, en 2015, sur les 95 établissements présents, 38 % relèvent du secteur de l'agriculture (pour une moyenne de 11 % dans le département), 5 % du secteur de l'industrie, 14 % de celui de la construction, 36 % du secteur du commerce et des services et 7 % de celui de l'administration et de la santé.

## Culture locale et patrimoine

### Lieux et monuments
Chazé-sur-Argos est un village ancien et le territoire de la commune garde un patrimoine assez important.
- Le monument le plus remarquable est sans doute le château du Raguin. Un manoir est mentionné pour la première fois en 1417, il est peu après remplacé par un château, modifié et agrandi du XVIe au XVIIe siècle, et au XIXe. La pièce la plus intéressante est la Chambre des Amours, chambre nuptiale dont les murs décorés d'angelots dissimulent une cachette qu'utilisa le curé de la paroisse durant la Révolution. À proximité du château se trouve une ferme du XVIIe siècle. Le parc, qui conserve des traces de douves, est habité par des animaux exotiques (grues couronnées…) (Monument historique[31]).
- Plus récent, le château des Peltrais, est construit de 1850 à 1869 à l'emplacement d'un manoir. L'édifice mêle les styles Renaissance et Louis XIII.
- L'église paroissiale Saint-Julien, dont le clocher et la croisée du transept sont du XIIe siècle, a été agrandie au XIXe.
- Autre édifices religieux, la chapelle Notre-Dame ou de la Croix-Marie date de 1640 et la chapelle de l'Espérance date du XIXe siècle.
- Le prieuré-cure Saint-Julien, a été fondé au XIe siècle, mais le bâtiment actuel n'a été construit qu'au XVIIIe. Il a abrité des bénédictins puis des chanoines réguliers de Saint-Georges-sur-Loire.